# St. Ottilia-Kapelle (Sankt Martin)
Die St. Ottilia-Kapelle ist eine Kapelle bei Sankt Martin.

## Lage
Die Kapelle befindet sich auf der Waldgemarkung von Sankt Martin am Osthang des Hochberg innerhalb der Haardt, wie der Ostrand des Pfälzerwald genannt wird. Besagter Osthang wird ebenso „Ottilienberg“ genannt. Einige hundert Meter östlich befindet sich eine Lourdesgrotte.

## Beschaffenheit
Die Kapelle bildet den westlichen Endpunkt des denkmalgeschützten St.-Ottillia-Kreuzwegs, der im Osten auf Höhe der Kropsburg beginnt.  Sie stellt ein Bildhäuschen dar, das auf einem erhöhten Unterbau steht, der über eine siebenstufige Treppe zu erreichen ist. Hinter dem Gitter befindet sich eine Statue der Heiligen Ottilie. Unmittelbar neben ihr steht ein Wetterkreuz.

## Tourismus
An der Kapelle führt die sechste Etappe des Prädikatswanderweg Pfälzer Weinsteig vorbei.